# Une vie d'amour
Une Vie D'Amour (укр. Життя любові або «Вічна любов») — пісня Шарля Азнавура і Жоржа Гарваренця, написана 1981 року.
Оригінальну версію виконали Азнавур і Мірей Матьє французькою мовою. Пісня прозвучала у фільмі «Тегеран-43». Згодом в Росії отримав популярність переклад російською мовою, виконаний Наталією Кончаловською під назвою «Вечная любовь». Вперше виконана Людмилою Гурченко в розважальній телепередачі «Новорічний атракціон-82». У виконанні Льва Лещенка та Тамари Гвердцителі російська версія стала великою музичною темою телесеріалу «Кохання як кохання». Цю версію виконував і сам Шарль Азнавур. 
Існує і частково перекладена українська версія цієї пісні. Переклад виконала українська поетеса Мар'яна Савка. Вона була виконана Павлом Табаковим, вперше — на талант-шоу «Голос країни». Пізніше, в 2015 році хор «Хрещатик» виконував цю пісню в хоровому аранжуванні, також з українською версією останнього куплету Мар'яни Савки.